# Théorème de Gelfand-Mazur
Dans la théorie des opérateurs, le théorème de Gelfand-Mazur (démontré par Israel Gelfand et Stanisław Mazur) est le suivant :
Théorème — Toute algèbre de Banach sur le corps des complexes qui est un corps est isomorphe au corps des complexes.

## Démonstration
Soit x un élément non nul d'une telle algèbre, dont l'unité sera notée e.
donc
ce qui démontre d'après la règle de Cauchy que le rayon de convergence de la série entière
est fini.
Or cette série converge sur tout disque de centre 0 inclus dans le domaine de définition de la fonction {\displaystyle z\longmapsto (x-ze)^{-1}}. Ainsi, il existe un complexe λ tel que x – λe soit non inversible et donc x = λe puisque l'algèbre étant supposée être un corps, le seul élément non inversible est 0. 
Remarque.
L'existence d'un complexe λ tel que x – λe soit non inversible, c'est-à-dire d'une valeur spectrale de x, peut aussi se déduire du fait que le spectre d'un élément d'une algèbre de Banach complexe n'est jamais vide.

## Histoire
Mazur a annoncé en 1938, le théorème plus général suivant :
Toute ℝ-algèbre associative normée à division est isomorphe à ℝ, ℂ, ou ℍ.
Sa preuve – bien que très succincte – était trop longue pour être acceptée par l'éditeur, mais il en transmit les détails à son élève Wiesław Żelazko (de), qui les publia en 1968.
C'est donc Gelfand qui donna, en 1941, la première preuve publiée de l'énoncé, mais sous sa forme simplifiée (pour une ℂ-algèbre complète) permettant d'utiliser la théorie des fonctions holomorphes (à valeurs dans un espace de dimension infinie mais se ramenant au cas usuel par le théorème de Hahn-Banach).